# Xandria
Xandria – niemiecka grupa wykonująca muzykę z pogranicza gothic metalu i metalu symfonicznego. Powstała w 1997 roku w Niemczech. W kwietniu 2008 z powodów osobistych zespół opuściła wokalistka Lisa Middelhauve. 8 lutego 2009 roku na oficjalnej stronie internetowej zespołu została zaprezentowana nowa wokalistka - Kerstin Bischof. Od 2010 roku wokal Xandrii reprezentowała Manuela Kraller, natomiast od 2013-2017 w zespole śpiewała Dianne van Giersbergen, która odeszła 13 września. Oficjalnie uzasadniła swoją decyzję problemami zdrowotnymi oraz brakiem zrozumienia ze strony pozostałych członków grupy. Po tym rozstaniu zespół nawiązał współpracę z Aevą Maurelle, która głównie pełni funkcję wokalistki koncertowej.

## Muzycy
| Obecny skład zespołu Stan na 2023-01-19. - Marco Heubaum – gitara, śpiew, instrumenty klawiszowe (od 1994) - Ambre Vourvahis - śpiew (od 2022) - Rob/Robert Klawonn - gitara (od 2022) - Tim Schwarz – gitara basowa (od 2022) - Dimitros Gatsios – perkusja (od 2022) Muzycy koncertowi - Fabio D'Amore – gitara basowa (2012-2013, 2014) - Hendrik Thiesbrummel – perkusja (2016) - Aeva Maurelle - śpiew (2017 -2019) |  | Byli członkowie zespołu Stan na 2023-01-19 - Niki Weltz – perkusja (1994-1997) - Holger Klein – gitara basowa (1997) - Daniel Joenriskes – gitara basowa (1997) - Holger Vester – gitara basowa (1997) - Manuel Vinke – gitara (1997) - Andreas Litschel – instrumenty klawiszowe (1997) - Nicole Tobien – śpiew (1997) - Jens Becker – gitara (1999-2000) - Roland Krueger – gitara basowa (1999-2004) - Andreas Maske – gitara (2000-2001) - Lisa Schaphaus-Middelhauve – śpiew, instrumenty klawiszowe (2000-2008) - Gerit Lamm – perkusja (2000–2022) - Philip Restermeier – gitara (2002–2022) - Nils Middelhauve – gitara basowa (2004-2012) - Kerstin Bischoff – śpiew (2009-2009) - Manuela Kraller – śpiew (2010-2013) - Dianne van Giersbergen – śpiew (2013-2017) - Steven Wussow – gitara basowa (2013–2019) |

## Dyskografia
| 2003                           | Kill The Sun - Data: 5 maja 2003 - Wydawca: Drakkar Entertainment               | 98 | —  | —  |
| 2004                           | Ravenheart - Data: 24 maja 2004 - Wydawca: Drakkar Entertainment                | 36 | —  | —  |
| 2005                           | India - Data: 22 sierpnia 2005 - Wydawca: Drakkar Entertainment                 | 30 | —  | —  |
| 2007                           | Salomé - The Seventh Veil - Data: 25 maja 2007 - Wydawca: Drakkar Entertainment | 49 | —  | —  |
| 2012                           | Neverworld’s End - Data:14 lutego 2012 - Wydawca: Napalm Records                | 43 | 51 | —  |
| 2014                           | Sacrificium - Data: 2 maja 2014 - Wydawca: Napalm Records                       | 25 | 48 | 71 |
| 2017                           | Theater of Dimensions - Data: 27 stycznia 2017 - Wydawca: Napalm Records        | 17 | 25 | 56 |
| 2023                           | The Wonders Still Awaiting- Data : 03 luty 2023 -Wydawca: Napalm Records        |    |    |    |
| "—" pozycja nie była notowana. |                                                                                 |    |    |    |

| 2003                           | Kill the Sun                               | —  |
| 2004                           | Ravenheart                                 | —  |
| 2004                           | Eversleeping                               | 86 |
| 2005                           | In Love with the Darkness                  | —  |
| 2007                           | Save My Life                               | —  |
| 2007                           | Sisters of the Light (Vs. Jesus On Extasy) | —  |
| "—" pozycja nie była notowana. |                                            |    |

| Rok  | Tytuł                                                                                            |
| ---- | ------------------------------------------------------------------------------------------------ |
| 2008 | Now & Forever - The Best Of (kompilacja) - Data: 6 czerwca 2008 - Wydawca: Drakkar Entertainment |
| 2015 | Fire & Ashes (EP) - Data: 31 lipca 2015 - Wydawca: Napalm Records                                |